# Eublemma griseola
Eublemma griseola is een vlinder van de familie van de spinneruilen (Erebidae). De wetenschappelijke naam van deze soort is voor het eerst voorgesteld als Thalpochares griseola door Nikolai Grigorievitsj Ersjov in een publicatie uit 1874.
De soort komt voor in Algerije, Iran en Oezbekistan.